# نشيد النمسا الوطني
نشيد النمسا الوطني (بالألمانية: Land der Berge, Land am Strome) هو النشيد الوطني للنمسا. تم تبنيه في سنة 1946.
في 1 يناير عام 2012، تم تغيير أجزاء من كلماته لجعل النشيد محايدا بين الجنسين.